# Aero Ae 04
L'Aero Ae 04 est un biplan de chasse monoplace tchèque dérivé de l’Aero Ae 02.

## Historique
Il n’eut pas plus de succès que son prédécesseur, un seul prototype étant construit en 1921, mais le développement de la formule se poursuivit avec l’Aero A.18. Cet appareil devait être armé de deux mitrailleuses Vickers K synchronisées de capot.

### Développement lié
- Aero Ae 02
- Aero A.18